# Обручев (лунный кратер)
Кратер Обручев (лат. Obruchev) — большой древний ударный кратер в области южного побережья Моря Мечты на обратной стороне Луны. Название присвоено в честь русского геолога, палеонтолога, геоморфолога, географа Владимира Афанасьевича Обручева (1863—1956) и утверждено Международным астрономическим союзом в 1970 г. Образование кратера относится к нектарскому периоду.

## Описание кратера
Ближайшими соседями кратера являются кратер Лундмарк на западе; кратер О’Дей на севере-северо-западе; кратер Томсон на севере-северо-востоке; кратер Орем на юго-востоке и кратер Кретьен на юге. Селенографические координаты центра кратера 38°40′ ю. ш. 162°26′ в. д. / 38,67° ю. ш. 162,43° в. д., диаметр 72,2 км, глубина 2,8 км.
Кратер Обручев имеет близкую к циркулярной форму и значительно разрушен. Южная часть кратера частично перекрывает сателлитный кратер Обручев M. Вал сглажен, юго-западная часть вала спрямлена, северная часть рассечена многочисленными долинами, северо-восточная часть вала отмечена небольшим чашеобразным кратером. Высота вала над окружающей местностью достигает 1290 м, объем кратера составляет приблизительно 4500 км³. Дно чаши относительно ровное, в северной части чаши расположено несколько длинных хребтов, в западной части чаши у подножия внутреннего склона расположен приметный чашеобразный кратер. В южной части чаши находится крошечный кратер окруженный областью с высоким альбедо. Несколько западнее центра чаши расположены два небольших холма.

## Сателлитные кратеры
| Обручев | Координаты                                              | Диаметр, км |
| ------- | ------------------------------------------------------- | ----------- |
| M       | 40°21′ ю. ш. 162°23′ в. д. / 40,35° ю. ш. 162,38° в. д. | 47,9        |
| T       | 38°08′ ю. ш. 157°59′ в. д. / 38,13° ю. ш. 157,99° в. д. | 19,0        |
| V       | 36°25′ ю. ш. 158°37′ в. д. / 36,42° ю. ш. 158,62° в. д. | 34,1        |
| X       | 34°44′ ю. ш. 159°49′ в. д. / 34,74° ю. ш. 159,81° в. д. | 22,2        |